# Нижня Колибелька
Нижня Колибелька (рос. Нижняя Колыбелька) — село в Хлевенському районі Липецької області Російської Федерації.
Населення становить 401  особу. Належить до муніципального утворення Нижнє-Колибельська сільрада.

## Історія
З 13 червня 1934 до 1954 року у складі Воронезької області. Відтак входить до складу Липецької області.
Згідно із законом від 2 липня 2004 року №114-оз органом місцевого самоврядування є Нижнє-Колибельська сільрада.

## Населення
| 2009 | 2010 |
| ---- | ---- |
| 418  | ↘401 |